# Denis Varaschin
Denis Varaschin, né le 25 août 1957 à Bron, est un historien contemporanéiste français. Son champ principal de recherche porte sur l’histoire et le patrimoine des énergies et plus particulièrement de l’électricité. Il a été président de l'université Savoie-Mont-Blanc du 17 avril 2012 au 31 décembre 2020 et de l'Alliance des universités de recherche et de formation (Auref) de décembre 2018 à décembre 2020.

## Biographie
Denis Varaschin est né le 25 août 1957 à Bron (Rhône)[réf. nécessaire].
Il effectue ses études au lycée du Parc de Lyon, puis à l'université Lyon II et obtient son agrégation[réf. nécessaire].
Nommé en section internationale au lycée de Ferney-Voltaire, il y prépare ses travaux universitaires sous la direction de Pierre Cayez (1932-2014), professeur à l'université Pierre-Mendès-France de Grenoble et spécialiste de l'industrialisation lyonnaise. En janvier 1996, il soutient sa thèse — « La Société lyonnaise des forces motrices du Rhône (1892-1946), du service public à la nationalisation » —, puis présente, en octobre 1997, son habilitation à diriger des recherches, « États et électricité en Europe occidentale ». Il devient professeur des universités en septembre 1999.
En poste à l'université d'Artois, il est membre du conseil scientifique, directeur du centre de recherche en histoire économique contemporaine « Milieux économiques, modernisation et intégration européenne » et chargé de mission « Maison des Sciences de l'Homme ». Là, il organise plusieurs journées d'études et colloques, dont « La Grande Reconstruction. Reconstruire le Pas-de-Calais après la Grande Guerre » en 2000, « Travailler à la mine, une veine inépuisée » en 2001, « Les entreprises du secteur énergétique sous l'Occupation » en 2004, « La Catastrophe de Courrières, au risque de l'histoire » en 2006 ou encore « Le patrimoine industriel de l'hydraulique et de l'électricité » en 2007. En parallèle, il co-organise, entre 2002 et 2006, le séminaire « État et énergie » qui se réunit au ministère de l'Économie, des Finances et de l'Industrie. Il dirige, entre 2004 et 2007, l'ACI « Le risque industriel et sa gestion sociale » et, de 2007 à 2010, le séminaire CNRS-ISCC, « Les services de communication et la communication de quatre entreprises de réseaux : EDF, RATP, RTE, SNCF ».
En septembre 2007, il demande et obtient sa mutation à l'université de Savoie (devenue l'Université Savoie-Mont-Blanc en 2015). Dès le printemps suivant, il est élu vice-président du conseil d'administration, sous la présidence de Gilbert Angénieux.
Il est élu président de l'université de Savoie le 17 avril 2012 et réélu le 26 avril 2016, les deux fois au premier tour de scrutin. À ce titre, il représente l'université dans différentes instances, notamment le Pôle de recherche et d'enseignement supérieur (PRES) Université de Grenoble (devenu la COMUE Université Grenoble Alpes en 2013), l'Institut national de l'énergie solaire (INES), l'Institut de la montagne, le Pôle de compétitivité Arve Industries (devenu Mont Blanc Industries) et le Pôle de compétitivité Tenerrdis. A titre personnel, il est également membre correspondant (janvier 2018), puis membre associé (janvier 2020) de l'Académie des sciences, belles-lettres et arts de Savoie.
Au cours de ses mandats, l'université obtient des réponses favorables à plusieurs importants appels à projet : Disrupt'campus (Piton, 2017), NCU (@spire, 2019), EUR (Solar academy, 2019), campus connecté (Faverges-Seythenex, 2020) et université européenne (Unita, 2020). Par ailleurs, elle apparaît favorablement dans les classements nationaux (OST du Hcéres) et internationaux (Shanghai : 700-800 en 2020). Les relations avec entreprises sont dynamisées (création de la Fondation universitaire puis partenariale USMB), ainsi que celles avec les territoires (contrat CSMB et CPER).
De 2016 à 2018, il est vice-président de la commission Formation et insertion professionnelle de la Conférence des présidents d'université (CPU). En décembre 2018, il devient président de l'Association des universités de recherche et de formation (AUREF), un ensemble qui réunit 35 établissements d'enseignement supérieur et de recherche.
Par ailleurs, Denis Varaschin a été expert auprès du Centre national de la recherche scientifique (CNRS) et de l'Agence nationale de la recherche (ANR) que délégué scientifique coordinateur auprès de l'Agence d'évaluation de la recherche et de l'enseignement supérieur (AERES). Il a été ou est membre de différentes organisations, dont la Fondation Université Savoie Mont Blanc dont il assume la vice-présidence (2023) et le Comité d'histoire de la Fondation EDF (Paris, 2000-2011).
Actuellement, il coordonne l'organisation d'un programme consacré à l'histoire du tourisme, avec Christophe Bouneau, Yves Bouvier et Yves Kinossian. Il prépare aussi plusieurs publications autour du patrimoine industriel régional. 
Denis Varaschin est chevalier de l'Ordre des Palmes académiques[réf. nécessaire].

## Publications
(Liste non exhaustive, classée en ordre d'années d'éditions).

### Ouvrages
- [1996] La fée et la marmite : électricité et électrométallurgie dans les Alpes du Nord  (préf. Pierre Plivard), Paris, La Luiraz, 1996, 179 p., 25 cm (OCLC 416614316, BNF 35856912, SUDOC 075338750, présentation en ligne).
- [2001] Tignes : La naissance d'un géant  (préf. Hervé Gaymard), Arras, Artois Presses Université / Fondation FACIM, coll. « L'Histoire  (ISSN 1272-2286) » (réimpr. 2011) (1re éd. 2001), 230 p., 24 cm (ISBN 2-910663-72-8, OCLC 492128613, BNF 42572081, SUDOC 068257066, présentation en ligne).
- [2016] Marianne Bescond, Marine Perret et al., Un chantier titanesque : images inédites de la construction de l'usine des Portes du Fier (Motz) 1911-1920, Annecy, Archives départementales de la Haute-Savoie, 2016, 194 p., 24 × 31 cm (ISBN 978-2-86074-046-3, OCLC 1003991857, BNF 45167916, SUDOC 198646275, présentation en ligne).
- [2023] Société des forces du Fier. Une histoire des énergies à Annecy et dans sa région, Annecy, Société des amis du Vieil Annecy, 2023, 272 p. (ISBN 2-9583-8881-6, présentation en ligne).

### Directeur de publications
- [1987] Jean Lafoucrière et Alain Varaschin (préf. Marcel Boiteux), Le Haut-Rhône : force et lumière, Paris, La Luiraz, 1987, 183 p., 30 cm (OCLC 34827950, BNF 34951380, SUDOC 001268775, présentation en ligne). [note bibliographique] de Fabienne Cardot.
- [1992] Alain Varaschin (éd. scientifique) (préf. Marcel Boiteux, postface Pierre Plivard), La construction du canal de Jonage, Paris, La Luiraz, 1992, 313 p., 25 × 31 cm (OCLC 29814511, BNF 35554040, SUDOC 002790785, présentation en ligne).
- [1999] Sylvain Petitet (dir.), Intérêts publics et initiatives privées, initiatives publiques et intérêts privés : Travaux et services publics en perspective (Actes du colloque international, XIe entretiens du Centre Jacques-Cartier), Vaulx-en-Velin, École nationale des travaux publics de l'État (ENTPE), 1999, 460 p., 24 cm (ISBN 2-86834-150-0, OCLC 496462627, SUDOC 07533982X, présentation en ligne). [compte-rendu] de Marie-Françoise Berneron-Couvenhes.
- [2000] Éric Bussière (dir.) et Patrice Marcilloux (dir.), La Grande Reconstruction : reconstruire le Pas-de-Calais après la Grande guerre, Arras, Archives départementales du Pas-de-Calais et l'université d'Artois (réimpr. 2002) (1re éd. 2000), 477 p., 25 cm (ISBN 2-86062-031-1, OCLC 401761019, BNF 38954253, SUDOC 071475508, présentation en ligne).
- [2003] Laurent Cesari (dir.), Les relations franco-chinoises au vingtième siècle et leurs antécédents, Arras, Artois Presses Université, coll. « Histoire  (ISSN 1272-2286) », 2003, 290 p., 24 cm (ISBN 2-910663-87-6, OCLC 491076000, BNF 38977250, SUDOC 073275417, présentation en ligne). [compte-rendu] de Paul Servais.
- [2006] CNRS / Groupement de recherche (2539), Les entreprises du secteur de l'énergie sous l'Occupation, Arras, Artois Presses Université, coll. « Histoire  (ISSN 1272-2286) », 2006, 447 p., 24 cm (ISBN 2-84832-045-1, OCLC 493549951, BNF 40201740, SUDOC 10854480X, présentation en ligne).
- [2006] Ludovic Laloux (éd. scientifique), Université d'Artois, 10 mars 1906, Courrières, aux risques de l'histoire : actes du colloque international du 9 au 11 mars à Billy-Montigny, Vincennes, Groupe de recherche en histoire de l'énergie (GRHEN), 2006, 591 p., 24 cm (ISBN 978-2-916895-00-0, OCLC 494237031, BNF 41039359, SUDOC 111914752, présentation en ligne).
- [2007] Risques et prises de risques dans les sociétés industrielles : issu d'une journée d'études organisée le 14 décembre 2005 à l'Université d'Artois (Arras), Bruxelles, PIE Peter Lang, 2007, 218 p., 22 cm (ISBN 978-90-5201-345-9, OCLC 493846010, BNF 41157583, SUDOC 119065916, présentation en ligne, lire en ligne ).
- [2009] Alain Beltran (dir.), Christophe Bouneau (dir.), Yves Bouvier (dir.) et Jean-Pierre Williot (dir.), État et énergie, XIXe – XXe siècle : séminaire 2002-2006, Paris, Comité pour l'histoire économique et financière de la France (CHEFF), coll. « Histoire économique et financière de la France. Série Animation de la recherche  (ISSN 1248-6620) », 2009, 624 p., 22 cm (ISBN 978-2-11-097507-2, OCLC 470916659, BNF 41459552, DOI 10.4000/books.igpde.6486, SUDOC 133352536, présentation en ligne, lire en ligne ).
- [2009] Aux sources de l’histoire de l’annexion de la Savoie (1860) : issu d'un colloque tenu à Annecy et à Chambéry, Bruxelles, PIE Peter Lang, 2009, 266 p., 22 cm (ISBN 978-90-5201-570-5, OCLC 690375998, BNF 42255213, SUDOC 14233507X, présentation en ligne, lire en ligne ).
- [2009] Yves Bouvier (dir.) et al., Langages, Littératures, Sociétés. Études Transfrontalières et Internationales (LLSETI), Le patrimoine industriel de l'électricité et de l'hydroélectricité : actes du colloque international de Divonne-les-Bains et de Genève, Chambéry, Université Savoie-Mont-Blanc, coll. « Patrimoines  (ISSN 2105-8954) » (no 1), 2009, 150 p., 24 × 30 cm (ISBN 978-2-915797-59-6, OCLC 690616610, BNF 42120619, SUDOC 13959809X, présentation en ligne).
- [2012] Christophe Bouneau (dir.), Léonard Laborie (dir.), Ronan Viguié (dir.) et Yves Bouvier (dir.), Les Paysages de l'électricité : Perspectives historiques et enjeux contemporains (XIXe – XXIe siècle), Bruxelles, PIE Peter Lang, coll. « Histoire de l'énergie  (ISSN 2033-7469), no 4 », 2012, 273 p., 22 cm (ISBN 978-90-5201-893-5, OCLC 835125533, BNF 43583762, SUDOC 167414666, présentation en ligne, lire en ligne).
- [2014] Hubert Bonin (dir.) et Yves Bouvier (dir.), Histoire économique des Pays de Savoie de 1860 à nos jours, Genève, Droz, coll. « Publications d'histoire économique et sociale internationale  (ISSN 1422-7630), no 30 », 2014, 652 p., 24 cm (ISBN 978-2-600-01828-9, OCLC 1153444567, BNF 44317398, SUDOC 183749529, présentation en ligne, lire en ligne ).
- [2024] Christophe Bouneau (dir.) et Yves Kinossian (dir.), L'électrification des Alpes-Maritimes et du littoral méditerranéen, XIXe – XXIe siècle : actes du colloque de Nice 11-12 mai 2023, Milan, Silvana Editoriale, 2024, 296 p., 16 × 24 cm (ISBN 978-8-8366-5675-2, présentation en ligne).
- [2024] Gracia Dorel-Ferré (dir.) et Yves Bouvier (dir.), Patrimoines en tension. Les paysages industriels : actes du colloque APIC du 14 au 16 octobre 2022, Troyes, Ville de Troyes et Reims, APIC, 2024, 240 p. (présentation en ligne).

#### Articles
- [2008] « Patrimoine de l'électricité », L'Archéologie industrielle en France, Paris, no 52,‎ juin 2008 (ISSN 0220-5521).
- [2008] René Mouriaux, Alexandre Fernandez, Stéphane Sirot et al., « Les nouveaux mouvements sociaux dans l'électricité », Annales historiques de l'électricité, Paris, Victoires-Éditions, no 6,‎ 2008, p. 7-9 (ISSN 1762-3227, DOI 10.3917/ahe.006.0007, présentation en ligne).
- « Électra, de Thalès à Tesla », dans Delrieux (Fabrice) et Guichard (Laurent), Itinéraire du Nil au Rhône. En mémoire de François Kayser. Docere, Delectare, Movere, Chambéry, PUSMB, 2022, p. 891-899.
- « Avoir du Cran : les archives départementales de la Haute-Savoie », dans Bonin (Hubert) et Quennouëlle-Corre (Laure), Explorer les archives et écrire l’Histoire. Autour de Roger Nougaret, Genève, Droz, 2022, p. 95-107.
- Mioche (Philippe), Godelier (Eric), Kharaba (Ivan) et Raggi (Pascal), sous la dir. de, Dictionnaire historique de la sidérurgie française, Presses universitaires de Provence, 2022. Notices : Paul Girod (p. 329-330), René Perrin (p. 533-534), Ugine (p. 721-723).
- « Quelle stratégie pour l’électromécanique française au début des années 1890 ? », dans Europe, États et milieux économiques au XXe siècle. Autour d’Éric Bussière, Bruxelles, P. Lang, 2021, p. 295-309.
- « Paul Girod, industriel à Ugine », Mémoires de l’Académie de Savoie, 2021-2022, p. 428-441.
- « Le patrimoine hydroélectrique de la Franche-Comté », Patrimoine industriel en France, n° 81, décembre 2022 (paru en septembre 2023), p. 90-99.
- « Eaux et histoires d’eaux », Arts et Mémoires, n° 111, février 2023 (Actes du colloque de l’USSS d’Aix-les-Bains).

### Autre publication
- Mémoires de l’électricité, de Denis Varaschin, Ministère de la Culture et Fondation EDF, coll. « Mémoires industrielles », 2007, DVD  (EAN 9782735111565) [présentation en ligne].